# Луговое (Харьковская область)
Луговое (укр. Лугове), село,
Башиловский сельский совет,
Близнюковский район,
Харьковская область.
Код КОАТУУ — 6320680502. Население по переписи 2001 г. составляет 87 (42/45 м/ж) человек.

## Географическое положение
Село Луговое находится на левом берегу реки Самара, на противоположном берегу большое количество озёр и болот.
В 1-м км на восток находится село Башиловка.

## История
- 1922 — дата основания.

## Экономика
- В селе есть молочно-товарная и птице-товарная фермы.